# Cognitivismo (psicologia)
Em psicologia, cognitivismo é uma abordagem teórica para o entendimento da mente. O movimento foi uma resposta ao behaviorismo, que, segundo os cognitivistas, negligencia a cognição. A psicologia cognitiva deriva seu nome do latim cognoscere ('conhecer') e é, em parte, derivada de antigas tradições de investigação acerca do pensamento e de processos de resolução de problemas. Os behavioristas reconhecem a existência do pensamento mas este é identificado como um comportamento. Os cognitivistas argumentam que o modo como as pessoas pensam tem impactos sobre seu comportamento; portanto, o modo de pensar não pode ser um comportamento em si. Posteriormente, os cognitivistas defenderam que o pensamento é tão essencial à psicologia que o estudo do pensamento seria o seu próprio campo de estudo.
Para entender a mente, a abordagem cognitivista emprega métodos quantitativos científicos que descrevem as funções mentais como modelos de processamento de informação. Também incorpora elementos da teoria dos sistemas, das ciências da computação, da cibernética, da teoria da informação e da robótica. Todos essas novas abordagens e avanços tecnológicos, além da insatisfação com o behaviorismo, impulsionaram o surgimento do cognitivismo e sua abordagem do processamento da informação. Os psicólogos cognitivistas que adotam essa abordagem geralmente analisam a maneira como as pessoas solucionam difíceis tarefas mentais e constroem modelos para essas explicações. Esses modelos podem tomar a forma de programas de computador, de gráficos ou outras esquematizações do fluxo de processamento cognitivo durante a realização de tarefas.